# Sphecodoptera rhynchioides
Sphecodoptera rhynchioides is een vlinder uit de familie wespvlinders (Sesiidae), onderfamilie Sesiinae.
Sphecodoptera rhynchioides is voor het eerst wetenschappelijk beschreven door Butler in 1881. De soort komt voor in het Palearctisch gebied.